# Nosferatu: Phantom der Nacht
Nosferatu: Phantom der Nacht (en català Nosferatu, fantasma de la nit) és una pel·lícula de 1979 produïda en la República Federal Alemanya. Està principalment ambientada a la ciutat de Wismar, Alemanya, i a la regió romanesa de Transsilvània a mitjan segle xix. Va ser escrita i dirigida pel director Werner Herzog. En el repertori d'actors, trobem Klaus Kinski en el paper de Nosferatu, Isabelle Adjani com Lucy Harker i Bruno Ganz com Jonathan Harker. També esmentar l'escriptor i artista francès Roland Topor en el paper de Renfield.
Encara que la pel·lícula es basa en la novel·la Dràcula de Bram Stoker (1897), aquesta va ser concebuda originalment com una readaptació del clàssic de l'expressionisme alemany titulat Nosferatu, eine Symphonie des Grauens (1922), de F.W. Murnau. Aquesta producció va ser rebuda positivament tant per la crítica com pel públic i va aconseguir cert èxit comercial. És la segona de les cinc llegendàries col·laboracions entre Herzog i Kinski.
En 1988, es va realitzar una seqüela de producció italiana, titulada Nosferatu a Venezia. Aquesta seqüela guarda molt poca relació amb la seva predecessora, sent Kinski l'únic actor del nou repartiment que roman en el seu paper.

## Sinopsi
Jonathan Harker (Bruno Ganz) és un agent immobiliari a Wismar, Alemanya. El seu cap, Renfield (Roland Topor), l'informa que un noble anomenat Dràcula, desitja comprar una propietat en Wismar. Harker és triat per a visitar al comte i tancar el lucratiu negoci. Deixant a la seva jove esposa Lucy (Isabelle Adjani) a Wismar, Harker emprèn un viatge de 4 setmanes al castell de Dràcula a Transsilvània.
Durant el seu viatge, Harker es deté en un poblat pròxim al castell. Els vilatans l'informen del «mal» que habita al castell i li preguen que es mantingui allunyat d'ell. A aquests avisos s'uneixen relats i descripcions sobre el vampirisme. Harker ignora aquests consells prenent-los per supersticions sense fonament. Finalment, arriba al castell de Dràcula, on es troba amb el Comte (Klaus Kinski). El misteriós noble és un personatge estrany, de pell pàl·lida i orelles punxegudes, amb dents afilades i ungles llargues. Malgrat aquesta aterridora aparença, Dràcula es mostra com un amfitrió sol·lícit i hospitalari.
El solitari Comte queda fascinat per un petit retrat de Lucy i accepta immediatament comprar la propietat oferta per Harker a Wismar. Durant la seva visita al castell, Harker té una sèrie de trobades oníriques amb el Comte. Simultàniament, Lucy es veu turmentada a Wismar per imatges catastròfiques i malèfiques.
D'altra banda, Renfield és admès en un sanatori mental després d'haver mossegat una vaca i desenvolupar un misteriós tipus de psicosi.
Harker, horroritzat, descobreix al Comte dormint en un fèretre, confirmant-se així les sospites que Dràcula és en realitat un vampir. Aquesta mateixa nit, el Comte marxa cap a Wismar emportant-se alguns taüts plens de la terra maleïda que necessita per a realitzar el seu descans vampíric. Harker es troba atrapat al castell i intenta escapar a través d'una finestra amb una corda. La corda és feta de llençols i resulta no ser prou forta. Harker cau i sofreix diverses ferides. Es desperta en un hospital en un estat febril parlant sobre «taüts negres», per la qual cosa els doctors assumeixen que el seu estat està afectant la seva salut mental.
Mentrestant, Dràcula i els seus fèretres viatgen a Wismar amb vaixell. Els tripulants del vaixell van morint o desapareixen sistemàticament a mans del vampir. No obstant això, la tripulació creu que les morts són degudes a l'aparició de la pesta: nosferatu significa agent transmissor de malalties, el que porta la pesta. El vaixell fantasma, arriba a Wismar amb la seva misteriosa càrrega. Un nombre de doctors, inclòs Van Helsing (Walter Ladengast), investiguen els misteriosos esdeveniments esdevinguts en el vaixell.
Mentrestant, Wismar es veu assolada per una plaga de rates i la mort s'estén ràpidament per la ciutat.
Quan Harker torna finalment a Wismar, mostra símptomes d'una malaltia irremeiable i sembla no reconèixer la seva esposa Lucy. Ella té una trobada amb el Comte. Aquest, desesperat i condemnat a la immortalitat, demana a Lucy que li doni una mica de l'amor que ella sent gratuïtament per Harker. Per a desesperació del Comte, Lucy es nega.
Una vegada que Lucy descobreix la veritable raó per la qual la mort assola Wismar, intenta avisar els seus conciutadans. Tanmateix, aquests li presten poca atenció. Així, Lucy decideix destruir Dràcula ella sola. Per a això, Lucy atreu el vampir al seu dormitori perquè ell begui la seva sang. Això li costarà a Lucy la seva vida.
La bellesa i la puresa de Lucy distreuen al comte, que no sent el cant del gall i mor amb els primers raigs del sol. Van Helsing descobreix el victoriós cadàver de Lucy i remata al comte clavant-li una estaca en el cor. En un inquietant gir final, Harker ressorgeix de la seva misteriosa malaltia convertit en un vampir i organitza l'arrest de Van Helsing. Harker és vist per última vegada a lloms del seu cavall afirmant enigmàticament que fins i tot li queda molt per fer.

## Variacions sobre la novel·la original de Bram Stoker
Aquesta no és una llista exhaustiva i només intenta donar una idea sobre les diferències existents entre la novel·la i la pel·lícula.
- L'escenari de la novel·la es canvia per la ciutat alemanya de Wismar al voltant de 1838.
- Mina Harker es converteix en Lucy Harker.
- Els personatges d'Arthur Holmwood i Quincey Morris s'ometen.
- Renfield és el cap de Harker.
- Dràcula porta amb si la pesta i destrueix la ciutat.
- Dràcula converteix Harker en un vampir.
- Dràcula no es transforma.
- Hi ha una especial atenció a la connexió psíquica entre Lucy i Harker.
- Dràcula ha de dormir de dia i la llum del sol resulta letal per ell.

## Antecedents i producció

### Revisió
Mentre que Nosferatu, es va produir com una adaptació de l'aclamat llibre de Bram Stoker, la pel·lícula de Herzog es va fer com un homenatge a la versió muda de 1922. Els productors de la versió de 1922 no van aconseguir els drets d'autor de la novel·la de Stoker i per tant, van canviar alguns detalls petits per evitar tenir problemes amb els posseïdors dels drets d'autor. Es va presentar una demanda contra els productors de Nosferatu que va resultar en una ordre de destrucció de totes les còpies de la pel·lícula. Afortunadament per a tots, algunes còpies van sobreviure i van ser restaurades després de la mort de la vídua de Stoker i la consegüent expiració dels drets d'autor.
Herzog considera el Nosferatu de Murnau la millor pel·lícula feta a Alemanya. Era el seu somni fer una revisió d'aquest clàssic utilitzant al versàtil Kinski en el paper de Comte. En 1979, els drets d'autor de la novel·la havien expirat, per la qual cosa va ser possible incloure els noms originals dels personatges. Estranyament, Herzog va anomenar l'esposa de Harker «Lucy Harker» malgrat que a la novel·la aquest personatge es diu Mina.

### Producció

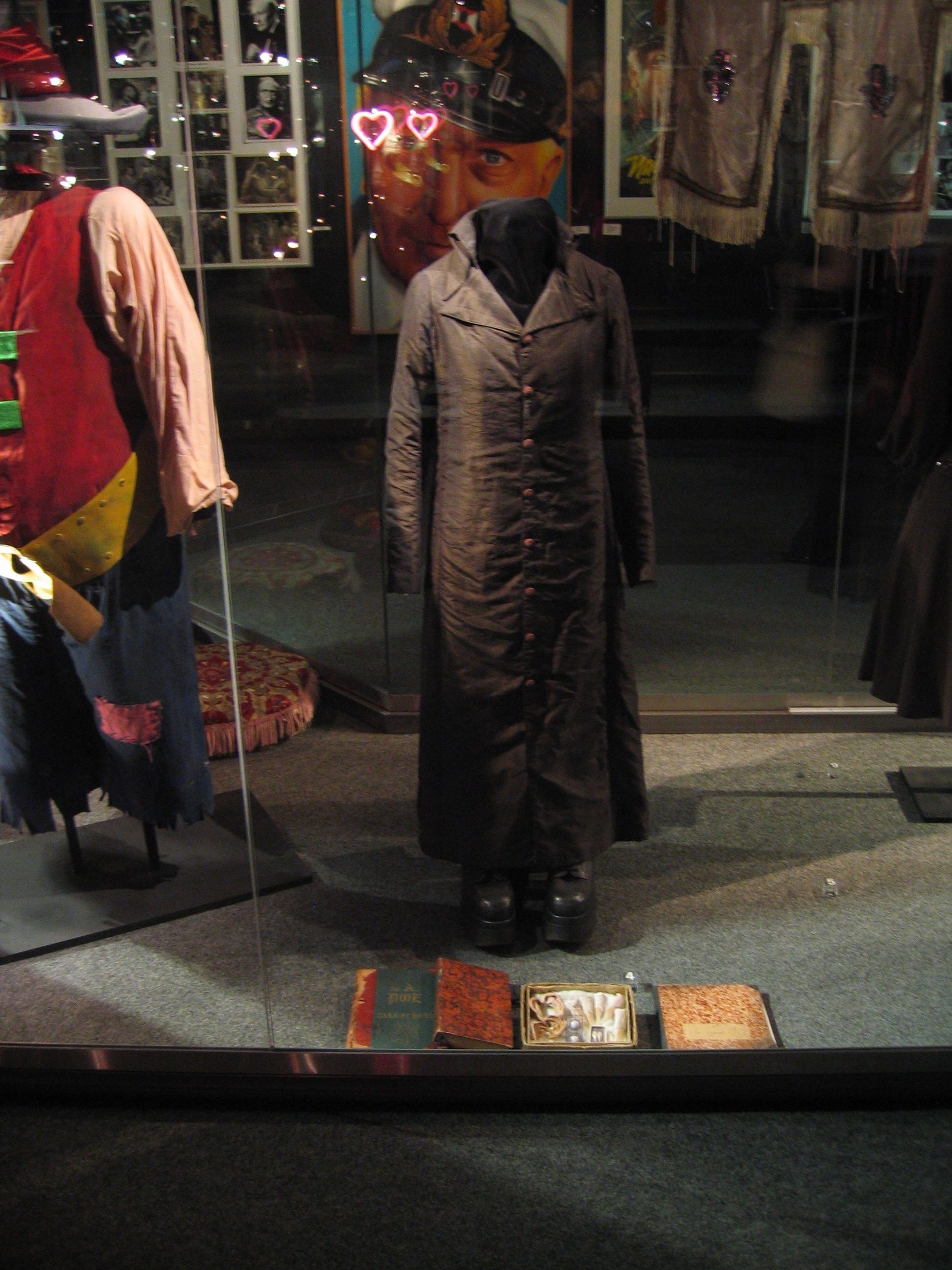
Vestit portat per Klaus Kinski en la Nosferatu de Herzog. Es troba exposat en el Filmmuseum Düsseldorf d'Alemanya.

Nosferatu va ser una coproducció entre Werner Herzog Filmproduktion, Gaumont i ZDF (Zweites Deutsches Fernsehen). Com era comú en els 70 a Alemanya, Nosferatu va ser rodada amb un pressupost mínim i un equip de només 16 persones. Herzog no va poder filmar a Bremen, lloc de la posada en escena de l'original, així que va recol·locar la pel·lícula en la localitat holandesa de Delft. Part de les escenes van ser rodades a Schiedam després de la negativa de l'ajuntament de Delft de permetre deixar anar 11.000 rates per a filmar unes determinades escenes. L'estatge de Dràcula va ser filmat a diversos llocs de la República Txeca.
La distribuïdora 20th Century Fox va sol·licitar que es rodés una versió en anglès que perquè la pel·lícula fos més atraient a l'audiència angloparlant. Així doncs, les escenes amb diàleg es van rodar dues vegades, una en alemany i una altra en anglès. D'aquesta manera s'inclouen en totes dues versions les veus originals dels actors evitant el doblatge. No obstant això alguns consideren que la versió en alemany és superior perquè Kinski i Ganz van poder interpretar millor els seus papers en la seva llengua materna. La solemne banda sonora de la pel·lícula, Brüder des Schattens, Söhne des Lichts (Germans de l'ombra, fills de la llum), va ser realitzada pel grup alemany Popol Vuh, que ja havia col·laborat amb Herzog en anteriors projectes.

### Dades de producció
- Les mòmies que es poden veure al començament de la pel·lícula són autèntiques. Les hi pot visitar en el museu de les mòmies de Guanajuato, Mèxic.[9]
- Només cinc dies després d'acabar el rodatge de Nosferatu, Herzog i Kinski van començar a rodar Woyzeck amb el mateix equip de producció.
- Un enregistrament diferent de Zinzkaro, cançó popular georgiana present en la B.S.O. de Nosferatu i realitzada per l'artista Ensemble Gordela, va ser usada per Kate Bush en la cançó Hello Earth del seu àlbum Hounds of love (1985).[10]
- Un nombre de rates domèstiques van ser pintades de gris per a la pel·lícula.
- Durant el transport de les rates a Delft, aquestes van créixer de manera explosiva dels 11.000 exemplars inicials als 30.000. Quan es va acabar de filmar l'escena de les rates en la pel·lícula, l'alcalde de Delft va anunciar que qualsevol rata capturada i lliurada a l'ajuntament seria recompensat amb cinc florins (dos euros). Durant tres setmanes, molts nens de Delft es van saltar les classes per a atrapar les valuoses rates.
- En els extres de la versió de DVD llançada en 2005, es pot veure un inquietant tràiler cinematogràfic de la versió espanyola que es va produir per al llançament de la pel·lícula en 1979.
- En 1986 es va publicar un joc per als populars sistemes Amstrad CPC, Commodore 64, i ZX Spectrum basat en aquesta pel·lícula i titulat Nosferatu el vampir.
- Les escenes d'interiors del castell de Nosferatu es van rodar al Castell de Pernštejn (República Txeca).[11]

## Repartiment
- Klaus Kinski com a Comte Dràcula.
- Isabelle Adjani com a Lucy Harker.
- Bruno Ganz com a Jonathan Harker.
- Roland Topor com a Renfield.
- Walter Ladengast com a Dr. Van Helsing.
- Dan van Husen com a alcalde.
- Jan Groth com a cap de port.
- Carsten Bodinus com a Schrader.
- Martje Grohmann com a Mina.
- Rijk de Gooyer com a funcionari municipal.
- Clemens Scheitz com a secretari.
- Lo van Hensbergen
- John Leddy com a cotxer.
- Margiet van Hartingsveld
- Tim Beekman
- Jacques Dufilho com a capità del vaixell.

## Recepció
La pel·lícula es va llançar amb el títol original alemany de Nosferatu: Phantom der Nacht i en anglès com Nosferatu the Vampyre. Va ser un èxit amb la crítica, que la va puntuar en Rotten Tomatoes amb un 94 per cent sobre 100. Va ser també considerada per molts com un just homenatge a la versió de Murnau, aconseguint actualitzar la versió original sense caure en una falta de creativitat interpretativa.
La producció de Herzog va saber mantenir un element de terror amb diverses morts i un ambient oníric i espectral. Herzog també va aconseguir desenvolupar la trama d'una manera significativa en comparació amb moltes de les produccions existents sobre Dràcula. Especialment es va prestar una major atenció a les emocions i la tràgica solitud que sofria el Comte. La figura del Comte Orlok (ara anomenat Comte Dràcula) és presentada com una figura fantasmal, però també, hi ha un èmfasi en el seu pathos: Exhaust, rebutjat i condemnat a la immortalitat.
El vestuari i maquillatge de Kinski aconsegueixen una apropiada imitació de la qual presentava el llegendari Max Schreck en l'original de 1922. Cert nombre de preses constitueixen una còpia fidedigna de la versió original, encara que aquestes preses van ser realitzades com un homenatge i no com una imitació.